# بيروز الثاني
بيروز الثاني أو فيروز الثاني، والمعروف أيضا باسم جشنسده ، وهو أحد ملوك بلاد فارس. وهو ابن مهراجشنس وصهاربخت ابنة يزداندار ابن كسرى الأول. حكم بيروز الثاني فترة قصيرة حتى مقتله على يد النبلاء الساسانيين.